# PGC 37037
LEDA/PGC 37037, auch UGC 6816, ist eine Irreguläre Galaxie vom Hubble-Typ IBm im Sternbild Großer Bär am Nordsternhimmel. Sie ist schätzungsweise 43 Millionen Lichtjahre von der Milchstraße entfernt  und hat einen Durchmesser von etwa 30.000 Lichtjahren. Vom Sonnensystem aus entfernt sich das Objekt mit einer errechneten Radialgeschwindigkeit von näherungsweise 900 Kilometern pro Sekunde. 
Sie gilt als Teil der zehn Mitglieder zählenden Lyons Groups of Galaxies LGG 241 um NGC 3631.

## Galaktisches Umfeld
| Nr. | Galaxie                 | Alternativname            | Rek           | Dek           | Distanz/asec |
| --- | ----------------------- | ------------------------- | ------------- | ------------- | ------------ |
| →   | LEDA/PGC 37037          | UGC 6816                  | 11h50m47.70s  | +56d27m21.1s  | 0            |
| 1   | LEDA/PGC 3086983        | 2MASX J11501576+5627489   | 11h50m15.776s | +56d27m48.71s | 265.10       |
| 2   | LEDA/PGC 2535114        | 2MASX J11503010+5623149   | 11h50m30.045s | +56d23m15.46s | 284.65       |
| 3   | LEDA/PGC 37077          | NSA 52463                 | 11h51m15.547s | +56d23m57.17s | 308.49       |
| 4   | LEDA/PGC 36993          | 2MASX J11500525+5628519   | 11h50m05.302s | +56d28m51.46s | 361.99       |
| 5   | LEDA/PGC 37116          | NSA 52334                 | 11h51m26.120s | +56d24m26.80s | 364.36       |
| 6   | LEDA/PGC 2540568        | 2MASX J11511660+5633274   | 11h51m16.611s | +56d33m26.95s | 439.47       |
| 7   | 2MASX J11504342+5618118 | WISEA J115043.40+561811.6 | 11h50m43.380s | +56d18m11.73s | 549.60       |
| 8   | LEDA/PGC 2539320        | 2MASX J11515606+5631055   | 11h51m56.130s | +56d31m05.25s | 610.94       |
| 9   | LEDA/PGC 2538227        | 2MASX J11492826+5629013   | 11h49m28.273s | +56d29m00.73s | 664.71       |
| 10  | 2MASX J11520947+5624105 | WISEA J115209.53+562410.7 | 11h52m09.529s | +56d24m10.87s | 705.79       |
| 11  | LEDA/PGC 2545357        | 2MASX J11503830+5642439   | 11h50m38.246s | +56d42m43.37s | 925.79       |
| 12  | LEDA/PGC 2545357        | 2MASX J11503830+5642439   | 11h50m38.246s | +56d42m43.37s | 926.34       |
| 13  | NSA 52392               | 2MASX J11513808+5613312   | 11h51m38.108s | +56d13m31.89s | 928.70       |